# Mentzelia obscura
Mentzelia obscura är en brännreveväxtart som beskrevs av H.J. Thompson och Joyce Roberts. Mentzelia obscura ingår i släktet Mentzelia och familjen brännreveväxter. Inga underarter finns listade i Catalogue of Life.